# Ассоциация занятых собственным делом женщин
Ассоциация занятых собственным делом женщин Индии (англ. Self-Employed Women's Association of India, англ. SEWA) — индийская некоммерческая организация в форме профсоюза, объединяющего около полутора миллиона уплачивающих членские взносы женщин по всей Индии, зарабатывающих на жизнь собственным трудом или управляющих малыми предприятиями.
Является аффилированной организацией Международной конфедерации профсоюзов.
В своей деятельности SEWA преследует две цели:
- помочь женщинам в достижении полной занятости, что даст им уверенность в завтрашнем дне с точки зрения наличие работы, дохода, продуктов питания и социальной защищённости;
- помочь каждой женщине в отдельности и всем вместе почувствовать свою самодостаточность, независимость и способность самостоятельно принимать решения.

В структуру SEWA на 2015 год входило множество коммерческих и некоммерческих организаций.
В частности банковское подразделение SEWA Bank и страховая компания Vimco SEWA.

## Организация

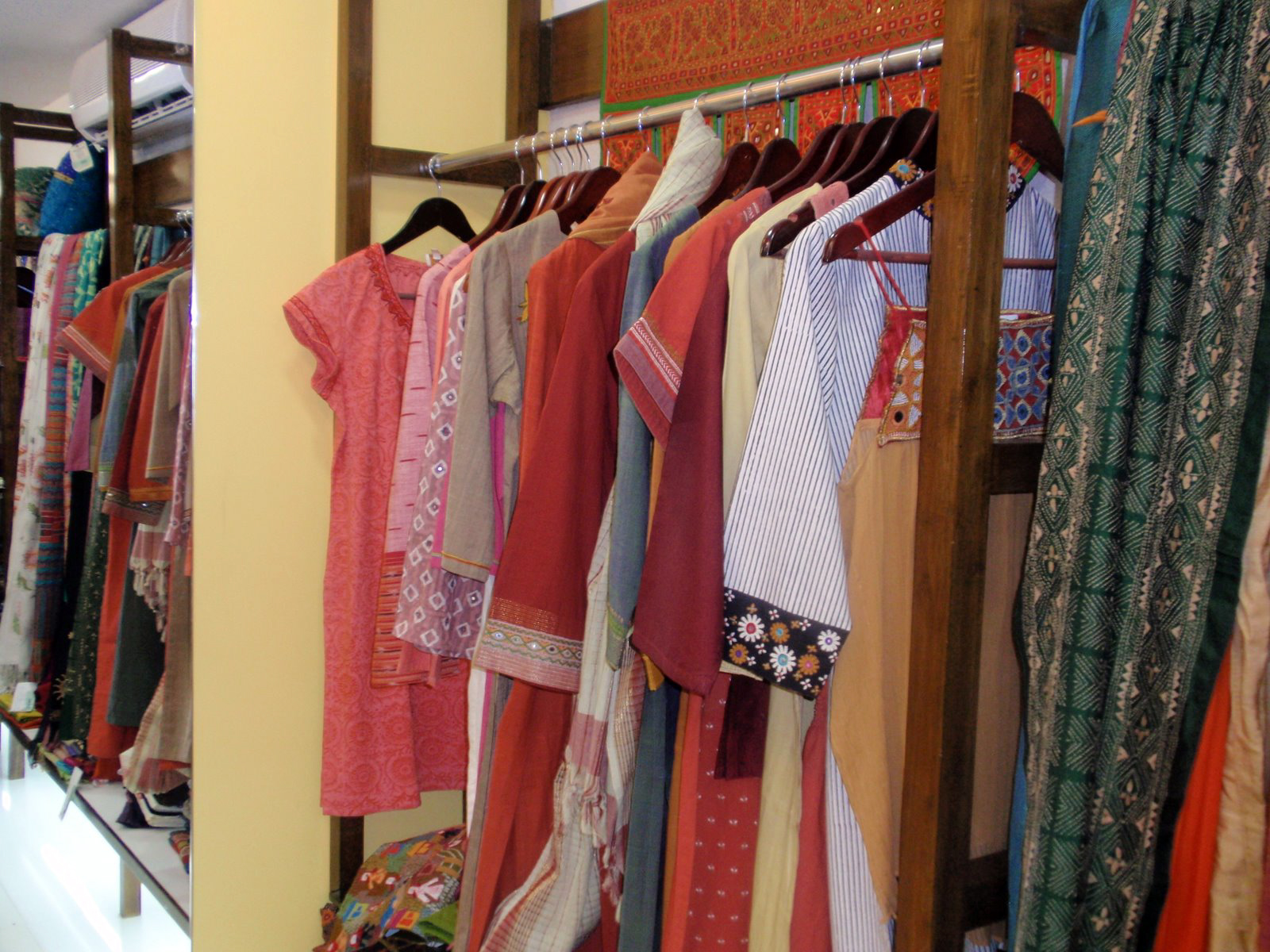
Продукция членов «Ассоциации занятых собственным делом женщин» в магазине Мумбая

«Ассоциацию занятых собственным делом женщин» создала гандистская активистка Эла Бхатт в 1972 году.
SEWA возглавляют женщины.
Ключевые должности распределены следующим образом: Эла Бхатт (почётная должность основателя), президент — Бханубен Данабхаи Соланки; вице-президент — Маналибен Шах; вице-президент — Манибен Харибхаи Патани; вице-президент — Гаурибен Рамабхаи Брахман; генеральный секретарь — Джиотибен Макван; секретарь — Матталбен Шах; казначей — Намрата Бали.
Штаб-квартира организации расположена в Ахмадабад, Гуджарат, Индия.
Все члены SEWA разделены на четыре категории по принципу их работы: надомные работники, торговцы, разносчики, а также поставщики услуг и мелкие производители.
Поддержку ассоциации оказывает Всемирный банк.

## История

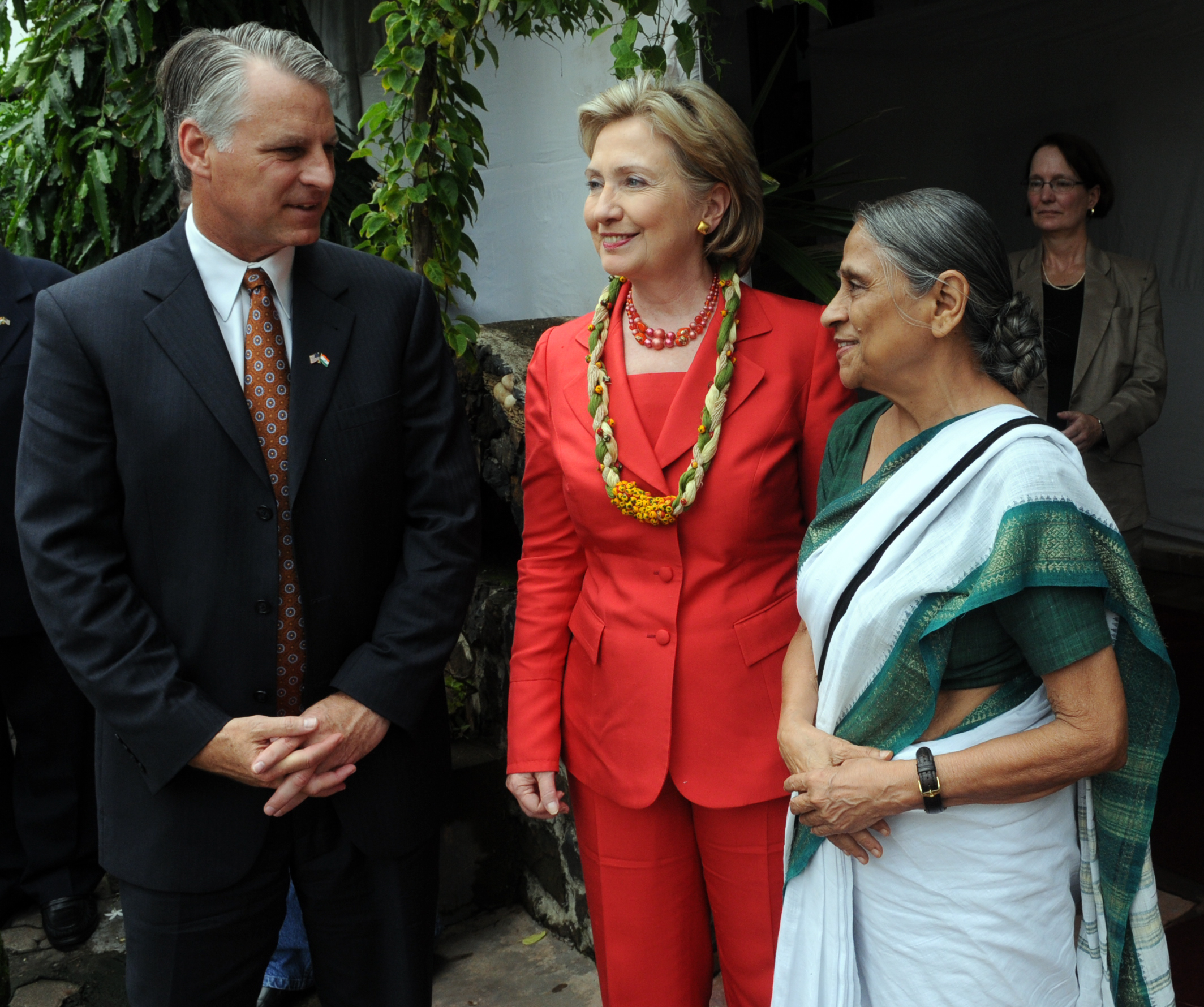
Основатель SEWA Эла Бхатт с госсекретарём США Хиллари Клинтон и послом США в 2009 году

В 1968 году Эле Бхатт предложили возглавить женское крыло Профсоюз работников текстильной промышленности Индии (англ. Textile Labor Association, TLA).
В ходе работы её очень огорчал факт, что законодательство не защищало права женщин, работающих на дому, в отличие от занятых таким же трудом на предприятиях.
Для решения этой проблемы она попыталась объединить женщин в рамках Профсоюза работников текстильной промышленности при поддержке её президента Арвинда Баша (англ. Arvind Buch), а в 1972 году создала Ассоциацию занятых собственным делом женщин (англ. Self Employed Women’s Association, SEWA).
Арвинд Баш стал президентом новой Ассоциации, а Эла Бхатта её генеральным секретарём с 1972 по 1996 годы
Первыми членами этого профсоюза стали 600 женщин-грузчиц, переносящих груз на голове.
В 2008 году число членов возросло до 966 139 человек, к 2010 году их было более миллиона, а 2012 уже более 1,4 миллиона человек.
Развитие Ассоциации привело к рождению многочисленных кооперативов и товариществ, которые предоставляют финансирование, обучение, повышение квалификации, исследования, медицинское обслуживание, детские дошкольные учреждения и жилищные программы.
В начале 1980 годов SEWA провела переговоры с индийским правительством относительно предоставления помощи матерям из бедных слоёв населения.
На 2009 год, деятельность SEWA в области здравоохранения была представлена во многих разнообразных направлениях, включая оказание медицинских услуг челез 60 стационарных медицинских центров и передвижных медицинских лагерей, санитарно-просветительскую деятельность и обучение, предоставление недорогих лекарств через местные аптечные пункты, деятельно по охране психического здоровья, производство и маркетинг препаратов традиционной медицины.
Со временем SEWA не только расширила своё влияние по всей Индии, но и превратилась в глобальное движение, которое вдохновило последователей на создание аналогичных организаций в других странах.